# اتحاد قوى التقدم (بنين)
اتحاد قوى التقدم (بالفرنسية: Union des Forces du Progrès)‏ كان حزبا سياسيا في بنين.

## التاريخ
تأسس الحزب في 30 أبريل 1990 خلفا للحزب الشعبي الثوري في بنين.   قاده في البداية مشيودي ديسو. 
على الرغم من أنه لم يخوض انتخابات عام 1991،  انضم إلى تحالف الحرباء في انتخابات عام 1995.  حصل التحالف على 1.5٪ من الأصوات وفاز بمقعد واحد. 